# Anthony Monn
Anthony Monn, eigentlich Anton Monn, (* 17. März 1944) ist ein deutscher Sänger, Komponist und Musikproduzent.

## Wirken
Seine größten Erfolge erzielte er mit den Produktionen für Amanda Lear, deren Hits er auch komponierte, den Disco-Star Fancy, Sofia Rotaru (Deine Zärtlichkeit), Al Bano & Romina Power (Sempre Sempre, 1986), die Fetenhit-Gruppe Saragossa Band (Big Bamboo, Agadou, Zabadak) und den Disco-Act Orlando Riva Sound (Fire on the Water, Indian Reservation), dem er unter anderem mit Rainer Pietsch gleichzeitig als Gruppenmitglied angehörte. Die zweite Karriere von Fancy begann mit Liedern von Monn wie Slice Me Nice, Chinese Eyes oder Lady Of Ice.
Auch als Schlagersänger trat er in Erscheinung. So sang er als „Antony“ am 14. April 1973 in den Neuvorstellungen der 45. ZDF-Hitparade mit Es regnet nie in Kalifornien die zweite deutsche Version des Albert-Hammond-Hits It Never Rains In Southern California. Seine Version wurde von der Ariola am 16. April 1973, genau zwei Tage nach seinem Auftritt in der ZDF-Hitparade, veröffentlicht. Dieser Termin lag damit genau 20 Tage nach dem Erscheinen der ersten deutschen Coverversion. Diese hatte die Plattenfirma Telefunken mit der identischen Titelzeile als Es regnet nie in Kalifornien bereits am 27. März 1973 mit dem Interpreten Stein Ingersen veröffentlicht. Beide deutsche Fassungen waren allerdings, wie auch einige seiner später bekannteren als „Anthony Monn“ produzierten Titel, darunter Lucky (1978), Johnny & Mary (die deutsche Coverversion des Robert-Palmer-Hits) und Du gehst fort als Marion & Anthony mit Marion Maerz (Tu t’en vas von Alain Barrière auf Deutsch), kommerziell nicht sehr erfolgreich.
In der zweiten Hälfte der 1980er Jahre produzierte er für Peter Schilling, der an alte Erfolge aus NDW-Zeiten anknüpfen wollte, und brachte die Schallplatte Tommi Piper singt Alf heraus, deren Single-Auskopplung Hallo Alf, hier ist Rhonda (Refrain/Rhondas Stimme: Amélie Sandmann) sich zwölf Wochen in den deutschen Charts platzieren konnte und später auf YouTube ein kleines Revival erlebte. Ähnlich erfolgreich wurde der Titel Zuppa Romana, den er für die von Walter Fricke gegründete Gruppe Schrott nach 8 produzierte.